# رودريك هدسون
رودريك هدسون (بالإنجليزية: Roderick Hudson)‏ هي رواية بقلم هنري جيمس. نشرت في البداية في عام 1875 بشكل مسلسل في جريدة أتلانتيك الشهرية، وهي رواية تكوينية تروي حياة شخصية العنوان، وهو نحات.
والرواية واحدة من الأشكال القصصية النثرية العديدة وهي تشترك مع الأنماط القصصية الأخرى مثل الملحمة والرومانس 1 romance بخاصيتين أساسيتين هما: (أ) وجود قصة ؛ (ب) وجود راوي. والملحمة تتناول قصة تقليدية هي مزيج من الأسطورة والتاريخ والقصة الخيالية وأبطالها من الآلهة والرجال والنساء الأستثنائيين. وقصص الرومانس تتعاطى مع شخصيات مغايرة لبني البشر، وهي تهتم على نحو خاص بالمغامرات وتتضمن في الغالب بحثا عن مثل أعلى أو تعقّب عدو ما. وتبرز الأحداث على نحو رمزي رغبات العقل البشري وأماله ومخاوفه وهي بذلك تماثل أدوات الأحلام أو الأساطير أو مجموعة طقوس معينة. ورغم أن مثل هذا الأمر ينطبق على بعض الروايات أيضًا فأن مايميز الرواية عن الرومانس هو معالجتها لواقعية الحياة وسلوك الأنسان، كما أن أبطالها من الرجال والنساء لايختلفون عنا، أما اهتمامها الرئيسي فينصب مثلما أشار نورثروب فراي Northrop Frye:(على الشخصية الإنسانية التي تتضح خواصها في المجتمع).

ويذهب الرأي السائد إلى أن الرواية ظهرت للعيان مع صدور روايتي دانيال ديفو Daniel Defoe الموسومتين (روبنسن كروزو) Robinson Crusue (1719) و (مول فلاندرز) Moll Flanders (1722) ، وكلا الروايتين من نمط قصص البيكاريسك حيث أن كل واحدة منهما تدور حول سلسلة أحداث مترابطة لكونها لاتحصل لشخصية واحدة فحسب. غير أن الشخصية المركزية في الروايتين تبدو مقنعة كثيرًا وتعيش في عالم متماسك للغاية ومحدد مما يجعل الكثيرين ينظرون إلى ديفو على اعتباره أول من كتب الرواية الواقعية realistic novel ، أما أول (رواية شخصية) أو رواية نفسية فهي رواية (باميلا) Pamela (1740 – 1741) لكاتبها صاموئيل ريتشاردسن Samuel Richardson وهي رواية مكتوبة بشكل سلسلة رسائل epistolary novel تتصف بعناية تخطيط الكاتب للحالات العاطفية. ولعل رواية ريتشاردسن الثانية الموسومة (كلاريسا) Clarissa (1747 – 1748) تفوق روايته الأولى من حيث الأهمية. ويعتبر كل من ديفو وريتشاردسن أول كاتبين بارزين في تاريخ أدبنا لأنهما لم يعتمدا في حبكة رواياتهما على الأساطير أو التاريخ أو الخرافات أو الأدب السابق، وإنما وضعا الأساس للرواية باعتبارها وصفًا أمينًا لخبرات الأفراد الحقيقية.
أمّا الرواية العربية، ، فهناك ارتباط مباشر بين نشأة الرواية العربية وما كانت عليه الأوضاع السياسية والثقافية والاجتماعية بعد العصر العباسي وبداية الحكم العثماني، وما جاء بعد ذلك في القرون الثلاثة التي ساد فيها الحكم التركي، والسياسات التي هدفت إلى طمس اللغة العربية من هدم للمدارس وإغلاق بعضها، الأمر الذي أثّر على اللغة العربية، ومهّد إلى ظهور الأجناس الأدبية النثرية كالرواية، أما العمل الروائي العربي المعاصر فقد تأثر بشكل كبير بالروايات الغربية بعد أن بدأ الأدباء العرب يتصلون بالأدب الغربي، وما أدت به حركة الترجمة من انفتاح ثقافي وأدبي وفكري. حيث شرعَ الأدباء العرب في الدخول إلى البناء العضوي للأدب الغربي وما يحتويه من روح وحياة وصراعات درامية خاصة، ومن أبرز الروائيين الذي تأثروا بالأدب الغربي وانعكس ذلك على نتاجهم الروائي العربي رفاعة الطهطاوي من خلال روايته التي صدرت بعنوان تلخيص الإبريز، ثم تلاه فرح أنطون، وحافظ إبراهيم وغيرهم.